# Eddie Dibbs
Pour les articles homonymes, voir Dibbs.
Eddie Dibbs, né le 23 février 1951 à Brooklyn, est un ancien joueur de tennis professionnel américain.
Il a été le 5e joueur mondial au classement ATP en juillet 1978.
Il a remporté 22 titres en simple et un titre en double durant sa carrière.

## Parcours dans les tournois duGrand Chelem

### En simple
| Année | Open d'Australie | Open d'Australie | Internationaux de France | Internationaux de France | Wimbledon      | Wimbledon | US Open         | US Open     | Open d'Australie | Open d'Australie |
| ----- | ---------------- | ---------------- | ------------------------ | ------------------------ | -------------- | --------- | --------------- | ----------- | ---------------- | ---------------- |
| 1972  | —                | —                | —                        | —                        | —              | —         | 2e tour (1/32)  | J. Newcombe | n.o.             | n.o.             |
| 1973  | —                | —                | 1er tour (1/64)          | P. Dominguez             | —              | —         | 1er tour (1/64) | T. Gorman   | n.o.             | n.o.             |
| 1974  | —                | —                | 1/8 de finale            | H.-J. Pohmann            | 2e tour (1/32) | N. Pilić  | —               | —           | n.o.             | n.o.             |
| 1975  | —                | —                | 1/2 finale               | G. Vilas                 | —              | —         | 1/4 de finale   | B. Borg     | n.o.             | n.o.             |
| 1976  | —                | —                | 1/2 finale               | A. Panatta               | —              | —         | 1/4 de finale   | G. Vilas    | n.o.             | n.o.             |
| 1977  | —                | —                | 2e tour (1/32)           | R. Norberg               | —              | —         | 3e tour (1/16)  | J. McEnroe  | —                | —                |
| 1978  | n.o.             | n.o.             | 1/4 de finale            | C. Barazzutti            | —              | —         | 3e tour (1/16)  | B. Teacher  | —                | —                |
| 1979  | n.o.             | n.o.             | 1/4 de finale            | J. Connors               | —              | —         | 1/4 de finale   | J. McEnroe  | —                | —                |
| 1980  | n.o.             | n.o.             | 3e tour (1/16)           | R. Ramírez               | —              | —         | 2e tour (1/32)  | V. Amritraj | —                | —                |
| 1981  | n.o.             | n.o.             | 3e tour (1/16)           | M. Purcell               | —              | —         | —               | —           | —                | —                |

N.B. : à droite du résultat se trouve le nom de l'ultime adversaire.

### En double
| Année | Open d'Australie | Open d'Australie | Internationaux de France  | Internationaux de France  | Wimbledon                  | Wimbledon            | US Open                    | US Open                |
| ----- | ---------------- | ---------------- | ------------------------- | ------------------------- | -------------------------- | -------------------- | -------------------------- | ---------------------- |
| 1972  | —                | —                | —                         | —                         | —                          | —                    | 1/8 de finale D. Ralston   | S. Smith E. van Dillen |
| 1973  | —                | —                | 2e tour (1/16) H. Solomon | S. Likhachev A. Metreveli | —                          | —                    | —                          | —                      |
| 1974  | —                | —                | 2e tour (1/16) H. Solomon | B. Borg A. Metreveli      | 1er tour (1/32) H. Solomon | M. Cox J. Kamiwazumi | —                          | —                      |
| 1975  | —                | —                | 1/4 de finale H. Solomon  | J. Alexander P. Dent      | —                          | —                    | 1er tour (1/32) H. Solomon | T. Roche A. Stone      |

N.B. : le nom du ou de la partenaire se trouve sous le résultat ; le nom des ultimes adversaires se trouve à droite.